# Тихонравов (кратер)

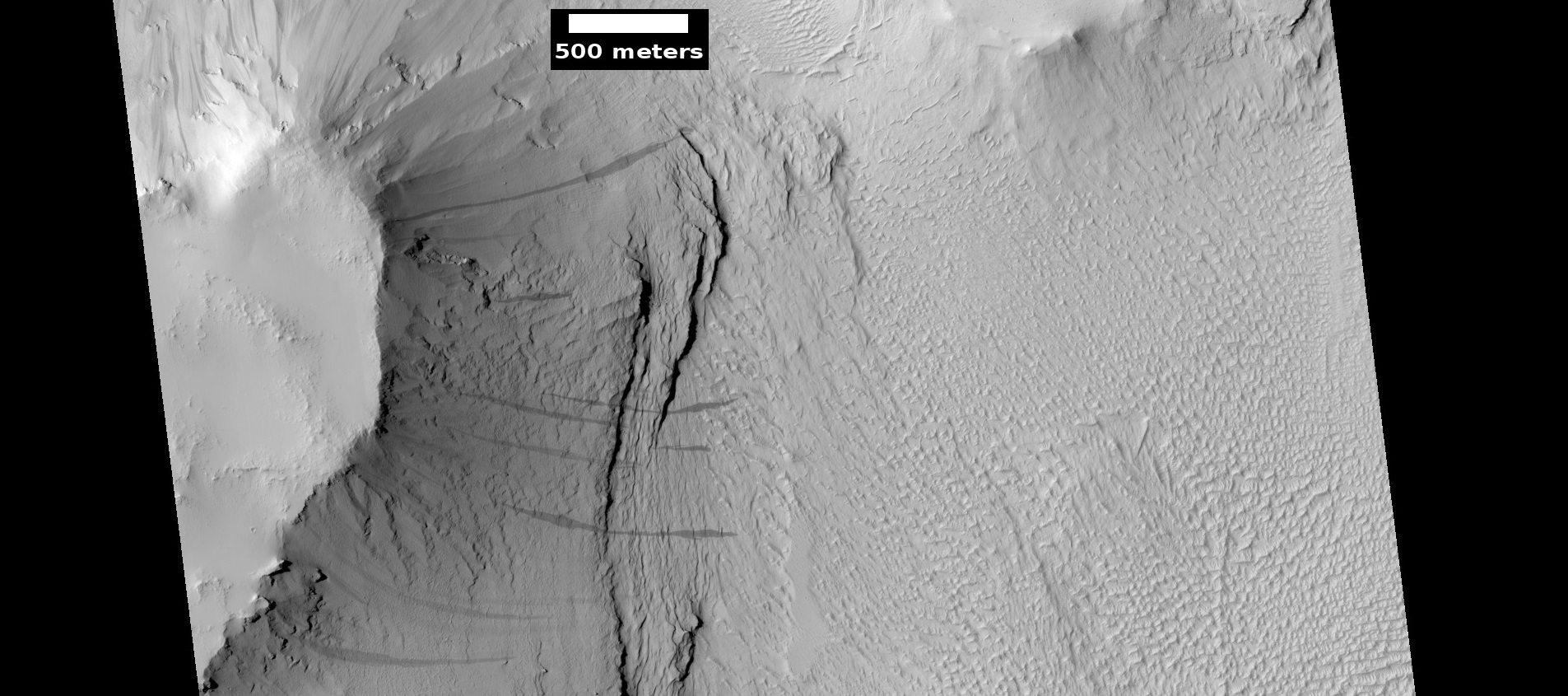
Нашаровування на підніжжі кратера

Тихонравов (англ. Tikhonravov; рос. Тихонравов) — великий, еродований кратер у квадранглі Arabia на Марсі. Його діаметр становить близько 386 км (343.7 км). Його було названо 1985 року на честь радянського конструктора ракетно-космічної техніки Михайла Тихонравова. Як вважають, даний кратер колись містив величезне озеро, що з часом випарувалось уздовж системи пасмових озерних ландшафтів Нактонґ/Скамандер/Мамерз, що становить 4500 км. Виявлено канал при/відтоку. Багато кратерів колись містили озера.